# Noboru Terada
Noboru Terada (寺田登?, Terada Noboru; Shizuoka, 25 novembre 1917 – 26 settembre 1986) è stato un nuotatore giapponese.

## Carriera
Specializzato nello stile libero ha vinto la medaglia d'oro nei 1500 m ai Giochi olimpici di Berlino 1936.
È diventato uno dei Membri dell'International Swimming Hall of Fame.

## Palmarès
- Olimpiadi
  - Berlino 1936: oro nei 1500 m sl.